# IC 2572
IC 2572 је спирална галаксија у сазвјежђу Мали лав која се налази на листи објеката дубоког неба у Индекс каталогу.
Деклинација објекта је + 28° 5' 39" а ректасцензија 10h 25m 7,2s. Привидна величина (магнитуда) објекта IC 2572 износи 14,6 а фотографска магнитуда 15,5. IC 2572 је још познат и под ознакама UGC 5636, MCG 5-25-8, CGCG 154-11, IRAS 10222+2820, PGC 30562.